# Conocybe hadrocystis
Conocybe hadrocystis är en svampart som först beskrevs av Kits van Wav., och fick sitt nu gällande namn av Roy Watling 1980. Conocybe hadrocystis ingår i släktet Conocybe och familjen Bolbitiaceae.   Inga underarter finns listade i Catalogue of Life.